# مطازيز
المطازيز أكلة شعبية سعودية تشتهر بها منطقة القصيم، يسمى في بعض المناطق بالقبابيط فيحضر من دقيق البر بوضعه في إناء وإضافة الملح والماء إليه وعجنه إلى أن يصبح الخليط عجينة متماسكة وناعمة ثم يغطى بقطعة قماش رطبة وتترك العجينة لترتاح، وفيها يتم طبخ اللحم والخضراوات أو الفقع (الكمأة) حتى تنضج، ثم تقطع العجينة إلى قطع صغيرة بحجم البيضة وتفرد بواسطة اليد لتصبح دائرية، وترمى في القدر المملوء بخليط من الخضراوات واللحم أو الفقع مع مراعاة ألا يكون المرق كثيرا، ثم تقدم والبعض يفضل أن يكون مع المطازيز مرق والمسمى (بلول) والبعض يفضل الطبق ناشفاً.
وهي تشبه المرقوق المعروف في جنوب نجد.
وهناك عجينة مطازيز جاهزة تباع بالأسواق ويمكن استخدام آلة جاهزة لفرد عجينة المطازيز.

## المعلومات الغذائية
تحتوي وجبة المطازيز (375غ تقريباً)، بحسب موقع شهية، على المعلومات الغذائية التالية:
- السعرات الحرارية: 507
- الدهون: 20
- الدهون المشبعة: 6
- الكوليسترول: 81
- الكاربوهيدرات: 49
- البروتينات: 32

## وصلات خارجية
- وصفة المطازيز مع معلوماتها الغذائية